# Dickson Nwakaeme
Dickson Nwakaeme Kabu (* 21. Mai 1986 in Lagos) ist ein nigerianischer ehemaliger Fußballspieler. Er besetzte die Position des Stürmers.

## Karriere
Nwakaeme wechselte im Sommer 2009 vom senegalesischen Verein ASC Niarry Tally zu FC OPA Oulu, wurde aber gleich zum Kuopion PS bis zum Saisonende ausgeliehen. Sein erstes Spiel absolvierte er am 4. Juli 2009 im Ligaspiel gegen Rovaniemi PS. Beim 3:0-Heimsieg erzielte er ein Tor und bereitete ein weiteres vor. Allerdings war Nwakaeme zu diesem Zeitpunkt noch nicht spielberechtigt, weshalb das Spiel mit 0:3 gegen KuPS gewertet wurde.
Im März 2010 verlängerte Nwakaeme seinen Vertrag um ein weiteres Jahr. Am 1. September 2010 wurde er bis zum Jahresende an den dänischen Verein Aalborg BK ausgeliehen.

## Erfolge
Inter Luanda
- Angolanischer Meister: 2007